# Empelu
Empelu is een bestuurslaag in het regentschap Bungo van de provincie Jambi, Indonesië. Empelu telt 3270 inwoners (volkstelling 2010).